# Arthur Machen

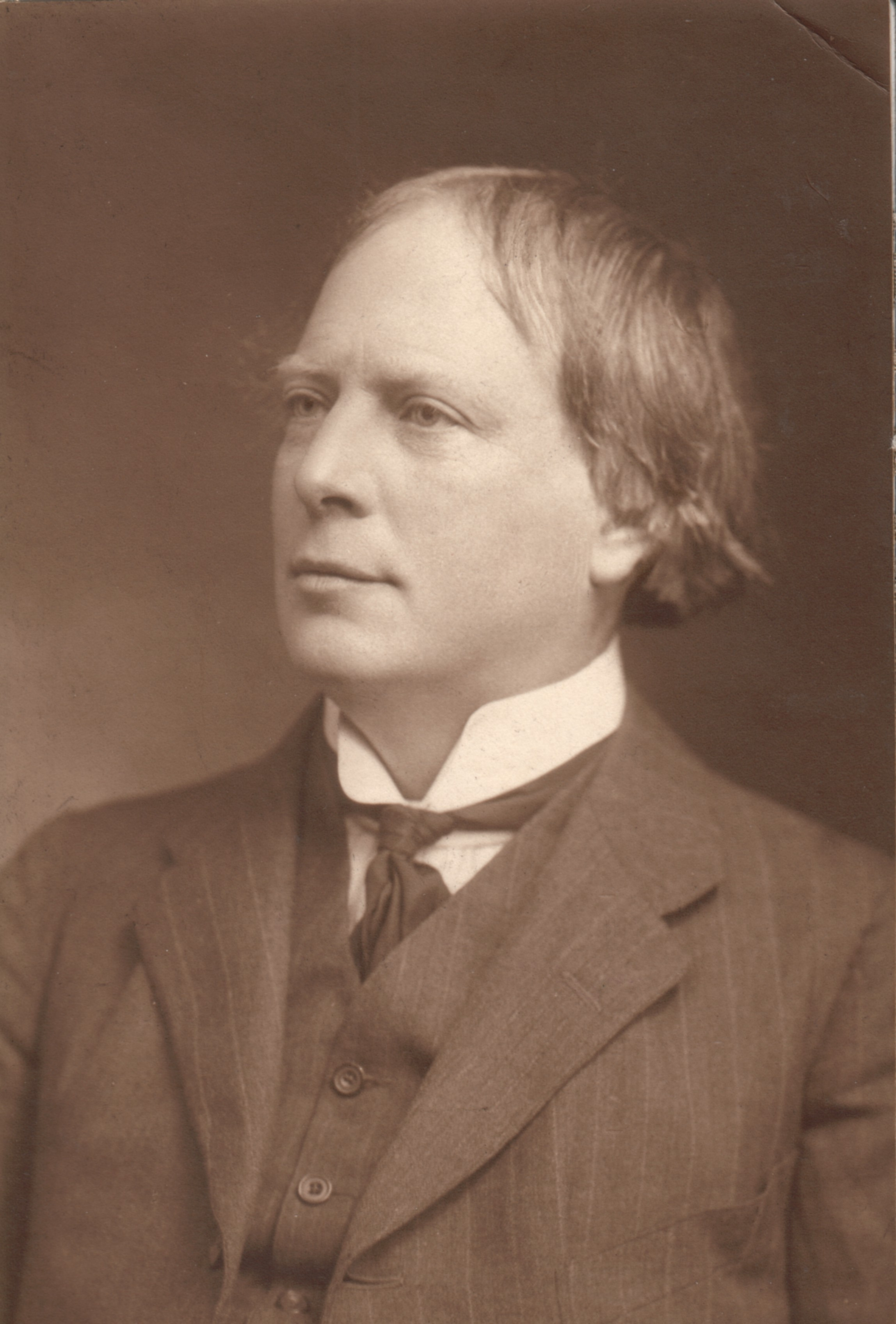
Arthur Machen

Arthur Machen (* 3. März 1863 in Caerleon, Wales; † 15. Dezember 1947 in Beaconsfield, Buckinghamshire) war ein walisischer Autor phantastischer Geschichten.

## Leben und Wirken
Geboren wurde er als Arthur Llewellyn Jones, später nannte er sich Arthur Jones Machen. Er wuchs als Sohn eines Pfarrers im walisischen Caerleon-on-Usk (Monmouth, Newport) auf. Er besuchte eine Public School, deren Erziehungsmethoden er verabscheute und u. a. im Roman The Secret Glory (1922) literarisch verarbeitete.
Machen studierte in London Medizin, brach nach wenigen Semestern ab und durchlebte eine entbehrungsreiche Zeit, in der er sich u. a. als Übersetzer von Rabelais und Margarete von Navarra versuchte. Die schwierigen Jahre in London und seine Jugend in Wales verarbeitete er später in dem Roman The Garden of Avallaunius (1904). 1894 kam der literarische Durchbruch mit The Great God Pan, einer unheimlichen Erzählung, die das Nebeneinander der realen Welt und einer phantastischen Parallelwelt, gespeist aus keltisch/römischen Mythen, zum Thema hat.
Machen schloss sich dem Hermetic Order of the Golden Dawn (Aleister Crowley, William Butler Yeats) an und reiste einige Jahre mit einer Truppe von Wanderschauspielern durch die Lande. Neben seiner literarischen Tätigkeit verfasste A.M. beißende Literatur- und Theaterkritiken für diverse Zeitungen. Ein verfrühter hämischer Nachruf auf Lord Alfred Douglas, den Geliebten von Oscar Wilde, ruinierte ihn wirtschaftlich.
Neben Romanen schrieb Machen vor allem Kurzgeschichten, die meist das Übersinnliche zum Thema haben. Einige dieser Geschichten drehen sich um den Schriftsteller Dyson, der in unheimliche und kriminalistischen Scharfsinn erfordernde Abenteuer verwickelt wird. Seine Erzählung The Terror: A Fantasy (1917) lieferte möglicherweise die Idee zu Daphne du Mauriers Erzählung The Birds (1952), die 1963 von Alfred Hitchcock verfilmt wurde.  Rezeptionsgeschichtlich bedeutsam ist seine Erzählung The Bowmen (1915) über das Eingreifen mittelalterlicher Bogenschützen auf Seiten der Briten in der Schlacht bei Mons (23. August 1914). Die Legende der Engel von Mons wurde bald danach von vielen Zeitgenossen als „reales“ übersinnliches Geschehen verstanden.
Charakteristisch für Machen – besonders in den Romanen – ist eine elegische Sprache mit umfangreichen und schwärmerischen Naturschilderungen. Thema ist häufig die keltisch/römische Vergangenheit von Wales und das Fortleben uralter Mythen. Seine Helden sind oft unverstandene, einsame Menschen. Wie Borges in seinem Vorwort zur „Leuchtenden Pyramide“ andeutete, fühlte sich Machen selbst als Außenseiter, der explizit auf sein „Keltentum“ gepocht habe, um sich so, gleichsam analog zu seinen Ahnen, zum Scheitern verurteilt fühlen zu können.
Der amerikanische Schriftsteller H. P. Lovecraft war ein Bewunderer Machens und wurde von diesem literarisch beeinflusst. Louis Pauwels und Jacques Bergier, die französischen Autoren des 1960 herausgegebenen Bestsellers Le Matin des magiciens (dt.: Aufbruch ins dritte Jahrtausend), würdigten in ihrem Buch die Ideen Machens.

## Werke (Auswahl)

### Als Autor
Autobiographie
- The autobiography of Arthur Machen. Garnstone Press, London 1974, ISBN 0-85511-431-2 (mit einer Einführung von Morchard Bishop).

Briefe
- Donald M. Strong Hassler, Sue Strong Hassler (Hrsg.): Arthur Machen & Montgomery Evans. Letters of a Literary Friendship 1923–1947. University Press, London 1994, ISBN 0-87338-489-X.

Einzelwerke
- The anatomy of tobacco, or, smoking methodised, divided, and considered after a new fashion, veröffentlicht unter dem Pseudonym Leolinus Siluriensis, [USA]: Legare Street Press, 2021 (Original: 1884), ISBN 978-1-01-487560-0
- Botschafter des Bösen. (Originaltitel: The Three Impostors.) Piper Verlag, München / Zürich 1993, ISBN 3-492-11402-4. Erweiterte Neuausgabe unter dem Titel: Die drei Häscher oder: Die Verwandlungen (vgl. "Werkausgaben in Deutsch").
- Der verborgene Sieg. (The Secret Glory.) Piper Verlag, München / Zürich 1994, ISBN 3-492-11406-7. Erweiterte Neuausgabe unter dem Titel Der geheime Glanz. Roman (vgl. "Werkausgaben in Deutsch").
- Die leuchtende Pyramide. Büchergilde Gutenberg, Frankfurt am Main 2007, ISBN 978-3-7632-5816-1 (hrsg. von Jorge Luis Borges in der Bibliothek von Babel).
- Furcht und Schrecken. (The Terror: A Fantasy.) Piper Verlag, München / Zürich 1993, ISBN 3-492-11401-6.
- Die weissen Gestalten. (The Shining Pyramid a.o.) Piper Verlag, München / Zürich 1993, ISBN 3-492-11403-2.
- Der grosse Pan. (The Great God Pan.) Piper Verlag, München / Zürich 1994, ISBN 3-492-11404-0.
- Der Berg der Träume. (The Garden of Avallaunius.), Piper Verlag, München / Zürich 1994, ISBN 3-492-11405-9.
- Das Schwarze Siegel. (Novel of the Black Seal.) JMB Verlag, Hannover 2018, ISBN 978-3-95945-002-7.
- N, [United States]: Snuggly Books, 2018 (Original: 1935), ISBN 978-1-943813-68-1

Werkausgabe in Englisch
- The Caerleon edition of the works of Arthur Machen. Caermaen Books, Oxford 1923 ff

1. The great god Pan. The inmost light. The red hand.
2. The three impostors.
3. The hill of dreams.
4. The secret glory.
5. The hieroglyphics.
6. A fragment of life. The white people.
7. The terror. The bowmen. The great return.
8. Far off things.
9. Things near and far; Neuausgabe: Newport, South Wales : Three Impostors, 2015, ISBN 978-1-78461-190-3.

Werkausgaben in Deutsch
- Werke in sechs Bänden. Berlin: Elfenbein Verlag, 2019 ff.

1. Die drei Häscher oder: Die Verwandlungen. Roman. Mit der erstmals übersetzten Erzählung "Der verlorene Club". Aus dem Englischen übersetzt, mit einem Nachwort sowie einer Einführung zur Werkausgabe versehen von Joachim Kalka. Berlin: Elfenbein, 2019, ISBN 978-3-96160-021-2. (Werke Bd. 1)
2. Der geheime Glanz. Roman. Mit den erstmals übersetzten Skizzen "Die heiligen Dinge" und "Psychologie". Aus dem Englischen übersetzt und mit einem Nachwort versehen von Joachim Kalka. Berlin: Elfenbein, 2019, ISBN 978-3-96160-022-9. (Werke Bd. 2)
3. Der Schrecken. Eine Phantasie. Mit den erstmals übersetzten Erzählungen "Die Bogenschützen", "Die glücklichen Kinder" und "Kriegsgerät". Aus dem Englischen übersetzt und mit einem Nachwort versehen von Joachim Kalka  ISBN 978-3-96160-023-6. (Werke Bd. 3)
4. Die leuchtende Pyramide und andere Erzählungen. Mit der erstmals übersetzten Erzählung "Die Kinder des Teichs". Aus dem Englischen übersetzt und mit einem Nachwort versehen von Joachim Kalka. ISBN 978-3-96160-024-3. (Werke Bd. 4)
5. Der große Pan und andere Erzählungen. Mit der erstmals übersetzten Erzählung "Der aufgeweckte Junge". Aus dem Englischen übersetzt und mit einem Nachwort versehen von Joachim Kalka. ISBN 978-3-96160-025-0. (Werke Bd. 5)
6. Der Berg der Träume. Roman. Mit der erstmals übersetzten Prosagedicht "Die Turanier". Aus dem Englischen übersetzt und mit einem Nachwort versehen von Joachim Kalka ISBN 978-3-96160-026-7. (Werke Bd. 6)

- Werke. In sechs Bänden. München: Piper, 1993/94. (Übersetzt von Joachim Kalka, Taschenbuchausgabe).

1. Furcht und Schrecken. Roman. 1993, ISBN 3-492-11401-6.
2. Botschafter des Bösen. Roman. 1993, ISBN 3-492-11402-4.
3. Die weissen Gestalten. Erzählungen. 1993, ISBN 3-492-11403-2.
4. Der grosse Pan. Erzählungen. 1994, ISBN 3-492-11404-0.
5. Der Berg der Träume. Ein Künstlerroman. 1994, ISBN 3-492-11405-9.
6. Der verborgene Sieg. Roman. 1994, ISBN 3-492-11406-7.

### Als Übersetzer
- Margarete von Navarra: Heptaméron. London 1886; The Heptameron : Tales and Novels of Marguerite, Queen of Navarre, Norderstedt : Hansebooks GmbH, 2017, ISBN 978-3-7446-9251-9